# PFW Aerospace
 (mars 2024).
Si vous disposez d'ouvrages ou d'articles de référence ou si vous connaissez des sites web de qualité traitant du thème abordé ici, merci de compléter l'article en donnant les références utiles à sa vérifiabilité et en les liant à la section « Notes et références ».
PFW Aerospace est un fournisseur allemand de l'industrie aéronautique. PFW est un fournisseur de premier rang pour la construction aéronautique et produit des composants structurels et des systèmes de tuyauterie, par exemple pour le fluide hydraulique ou l'air de prélèvement. La production principale a lieu dans l'usine principale de Speyer et sur deux sites secondaires au Royaume-Uni et en Turquie. L'entreprise était une filiale d'Airbus et appartient à Hutchinson depuis 2020.

## Histoire
L'histoire de PFW Aerospace remonte à l'entreprise Pfalz-Flugzeugwerke qui, grâce à une série de rachats à partir de 1964, a été fusionnée avec United Aviation Technical Works, MBB et enfin Airbus. Lorsque l'usine Daimler-Benz Aerospace/Airbus de Spire devait être vendue ou fermée en 1997 dans le cadre du programme « Dolores », elle a été reprise de manière indépendante par les 527 employés sous le nom traditionnel de Pfalz-Flugzeugwerke GmbH (PFW). En 2001, les salariés vendent l'entreprise à l'investisseur financier américain Safeguard International Fund. La société a été rebaptisée PFW Aerospace AG en 2006. Par respect pour la tradition, les apprentis de l'entreprise ont construit un Pfalz D.III, exposé depuis 2009 au Musée technologique de Spire.
Aujourd'hui[Quand ?], l'entreprise continue de travailler dans la construction aéronautique sous le nom de PFW Aerospace - avec le sous-titre Pfalz Flugzeugwerke ; Les composants produits par PFW Aerospace sont installés dans les gros avions commerciaux, tels que : B. toute la gamme Airbus de l'A318 à l'A380 en passant par le Boeing 787 ; dans les avions militaires A310MRTT, Eurofighter Typhoon, Panavia Tornado, EC 135, Westland EH 101 Merlin, Airbus A400M, Nimrod ; dans les avions régionaux et d'affaires tels que Bombardier CL300, Bombardier Global Express, Bombardier CRJ700 et CRJ 900, Embraer 170 et 190, Gulfstream G550. L'entreprise est également impliquée dans la construction de composants pour moteurs, par ex. B. Trent 700 et 800, V2500, BR 710, Tay 611, RB 199, Adour et l'EJ 200, actifs.
En 2005, des actions de Garner CAD Technik GCT ont été acquises, dont l'activité principale est la conception et la construction d'avions et de systèmes aéronautiques ainsi que d'autres tâches et projets de recherche similaires. En 2009, GCT a été entièrement racheté par PFW et est devenu partie intégrante du nouveau modèle commercial « construit selon les spécifications ».
En 2006, PFW a repris la société Specitubes en France, auparavant son principal fournisseur de tubes en acier et en titane, qui continue de produire sur les deux sites de Nanterre et de Samer pour son propre usage, mais aussi pour un grand nombre de clients de l'aviation internationale. En 2008, PFW a fondé un autre site de production à Xi'an (Chine) pour produire de petits composants.
En 2011, la majorité de PFW (après sa vente en 1997) a été rachetée par Airbus avec 74,9 % des actions. Dès 2018, Airbus recherchait un acheteur pour PFW Aerospace. Le 17 septembre 2019, il a été annoncé que Hutchinson avait conclu un accord avec Airbus SE et Safeguard pour acheter PFW Aerospace GmbH. La finalisation de l'achat a été annoncée le 10 janvier 2020.